# Sondaje de opinie pentru alegerile generale din Regatul Unit 2019
Înainte de alegerile generale legislative din Regatul Unit din 2019, diverse organizații au organizat sondaje de opinie pentru a măsura intențiile de vot. Rezultatele acestor sondaje sunt afișate în această listă. Majoritatea poluatorilor enumerați sunt membri ai British Polling Council (BPC) și respectă regulile sale de divulgare. Sondajele de opinie cu privire la atitudinile față de liderii diferitelor partide politice pot fi găsite într-un articol separat.
Intervalul de date pentru aceste sondaje de opinie este de la alegerile generale anterioare, organizate la 8 iunie 2017, până în prezent. Următoarele alegeri generale se organizează acum, pe 12 decembrie 2019.
Majoritatea sondajelor de opinie nu acoperă Irlanda de Nord, deoarece cele 18 locuri ale sale nu sunt contestate de partidele politice care participă la alegeri în restul Regatului Unit.

## Rezumate grafice
Graficul de mai jos prezintă sondajele de opinie efectuate pentru următoarele alegeri generale ale Regatului Unit, folosind o medie mobilă de 15 sondaje. După cum s-a discutat mai jos, majoritatea acestor sondaje nu includ Irlanda de Nord. Graficul include sondaje care au fost lansate înainte de ora 8, la 9 decembrie 2019.

#### Rezultatele sondajelor arată așa:

Conservatori
Laburiști
Democrații liberali
Partidul Brexit
SNP & Plaid Cymru
Verzii
Grup independent pentru schimbare
UKIP

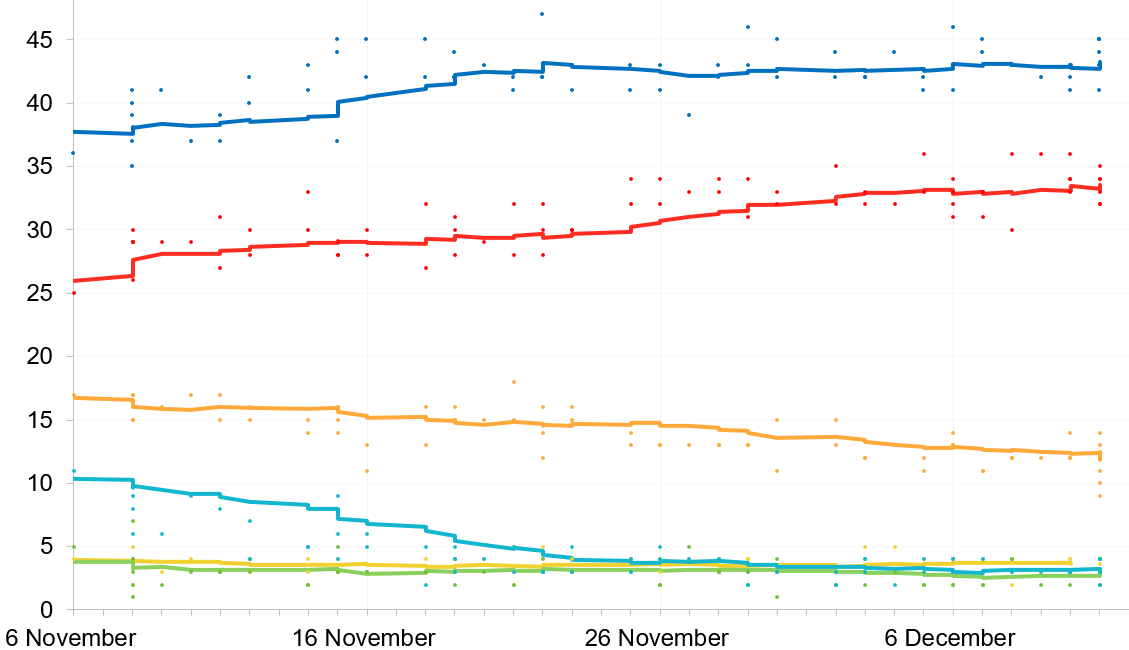
Sondaj pentru perioada campaniilor electorale generale din Marea Britanie din 2019 (6 noiembrie 2019 încoace), inclusiv sondaje publicate până la 8 a.m., la 9 decembrie 2019.
Conservatori
Laburist
Democrați Liberali
Partidul Brexit
SNP & Plaid Cymru
Verzi

## Rezultatele sondajului național
Rezultatele sondajelor sunt enumerate în tabelul de mai jos în ordine cronologică inversă. Majoritatea poll-urilor includ doar răspunsuri din Marea Britanie, cu excepția Irlandei de Nord. Cu toate acestea, unele, cum ar fi Survation, includ Irlanda de Nord. Tabelul de mai jos indică dacă un sondaj este Marea Britanie (GB) -unitar sau Regatul Unit (Marea Britanie)-întregi.
Perioada de campanie a început oficial pe 6 noiembrie 2019.
Diferitele sondaje folosesc o varietate de metodologii. De exemplu, în sondajele Kantar și Ipsos MORI, Change UK și Partidul Brexit au fost răspunsuri spontane și nu au fost determinate de măsurătorul de sondaj. În sondajele de la YouGov, înainte de iunie 2019, au fost solicitați doar conservatorii, forța de muncă și democrații liberali, numele altor partide fiind enumerate când a fost selectat „altul”. Sondajele YouGov efectuate din iunie 2019 promit atât pentru Verzi, cât și pentru Partidul Brexit, alături de lista anterioară.